# Büyükçekmece Basketbol Kulübü
Il Tüyap Büyükçekmece Basketbol Kulübü è una società cestistica avente sede a Büyükçekmece, in Turchia.
Fondata nel 2011, gioca nel campionato turco.

## Roster 2021-2022
Aggiornato al 24 agosto 2021.
|   | Naz.                   | Ruolo | Sportivo           | Anno | Alt. | Peso |  |
| - | ---------------------- | ----- | ------------------ | ---- | ---- | ---- |  |
| 7 | Turchia (bandiera)     | G     | Enes Taşkıran      | 1997 | 193  | 86   |  |
|   | Turchia (bandiera)     | AG    | Mehmet Alemdaroğlu | 1996 | 204  | 95   |  |
|   | Turchia (bandiera)     | P     | Kadir Bayram       | 1996 | 191  | 84   |  |
|   | Stati Uniti (bandiera) | AG    | Evan Bruinsma      | 1992 | 203  | 97   |  |
|   | Stati Uniti (bandiera) | P     | Jordon Crawford    | 1990 | 168  | 68   |  |
|   | Turchia (bandiera)     | G     | Caner Erdeniz      | 1987 | 198  | 98   |  |
|   | Stati Uniti (bandiera) | G     | Phil Greene        | 1992 | 188  | 85   |  |
|   | Ucraina (bandiera)     | AG    | Volodymyr Herun    | 1994 | 208  | 109  |  |
|   | Turchia (bandiera)     | C     | Deniz Kılıçlı      | 1990 | 206  | 132  |  |
|   | Turchia (bandiera)     | G     | Mustafa Kurtuldum  | 2001 | 197  | 82   |  |
|   | Turchia (bandiera)     | G     | Barış Çağan Özkan  | 1994 | 188  |      |  |
|   | Turchia (bandiera)     | AG    | Barış Ülker        | 1997 | 203  | 98   |  |
|   | Stati Uniti (bandiera) | AP    | Andrew White       | 1993 | 201  | 95   |  |

### Staff tecnico
- Allenatore:  Özhan Çıvgın
- Assistenti:  Sertan Çakırer,  Burhan Cihan Özolcay